# 松宮祐行
松宮 祐行（まつみや ゆうこう、1980年2月21日 - ）は、日本の男子陸上競技（長距離走・マラソン）選手・指導者。コニカミノルタ陸上競技部⇒日立物流グループ陸上部⇒セキノ興産陸上競技部所属。秋田県鹿角市出身、秋田県立花輪高等学校卒業。
かつて共にコニカミノルタに所属した男子5000m元日本記録保持者の松宮隆行（2015年4月より愛知製鋼に移籍）は双子の兄。広島カープファンである。花輪高校の先輩には、1993年世界陸上選手権女子マラソン金メダリストの浅利純子、2001年世界陸上選手権男子マラソン代表の高橋健一らがいる。

## 略歴・人物
双子の兄・隆行とともに花輪高校卒業後にコニカ入社。コニカおよびコニカミノルタの黄金期を支えた。全日本実業団駅伝では、コニカ時代の2001年から2003年にかけての3連覇、コニカミノルタ時代の2005年・2006年の連覇全てに優勝メンバーとして出走しており、区間賞獲得経験もある。
2012年、日立電線マラソン部から譲り受ける形で発足した日立物流グループ陸上部に移籍。
2016年3月31日をもって日立物流を退社し、同年4月からセキノ興産陸上競技部のプレイングコーチに就任。2021年4月から同部の監督に就任した。

## 記録

### 自己ベスト
| 種目           | 記録          | 場所   | 日付           |
| -------------- | ------------- | ------ | -------------- |
| 5000m          | 13分48秒16    | 延岡   | 2003年5月24日  |
| 10000m         | 28分03秒43    | 八王子 | 2000年11月29日 |
| ハーフマラソン | 1時間01分53秒 | 山口市 | 2000年3月12日  |
| マラソン       | 2時間09分18秒 | 滋賀県 | 2005年3月6日   |

### ニューイヤー駅伝成績
| 年     | 所属                    | 区間     | 区間順位 | 記録          | 総合順位 |
| ------ | ----------------------- | -------- | -------- | ------------- | -------- |
| 1999年 | コニカミノルタ (コニカ) | 5区      | 区間32位 | 21分54秒      | 総合21位 |
| 2000年 | コニカミノルタ (コニカ) | 5区      | 区間8位  | 20分51秒      | 総合4位  |
| 2001年 | コニカミノルタ (コニカ) | 5区      | 区間2位  | 48分19秒      | 優勝     |
| 2002年 | コニカミノルタ (コニカ) | 6区      | 区間賞   | 33分47秒      | 優勝     |
| 2003年 | コニカミノルタ (コニカ) | 6区      | 区間3位  | 34分12秒      | 優勝     |
| 2004年 | コニカミノルタ (コニカ) | 5区      | 区間8位  | 48分16秒      | 準優勝   |
| 2005年 | コニカミノルタ (コニカ) | 5区      | 区間2位  | 47分56秒      | 優勝     |
| 2006年 | コニカミノルタ (コニカ) | 5区      | 区間2位  | 45分54秒      | 優勝     |
| 2007年 | コニカミノルタ (コニカ) | 3区      | 区間27位 | 33分57秒      | 総合4位  |
| 2008年 | コニカミノルタ (コニカ) | 出走なし | 出走なし | 出走なし      | 優勝     |
| 2009年 | コニカミノルタ (コニカ) | 出走なし | 出走なし | 出走なし      | 総合4位  |
| 2010年 | コニカミノルタ (コニカ) | 1区      | 区間4位  | 35分32秒      | 準優勝   |
| 2011年 | コニカミノルタ (コニカ) | 出走なし | 出走なし | 出走なし      | 総合9位  |
| 2012年 | コニカミノルタ (コニカ) | 6区      | 区間3位  | 36分57秒      | 準優勝   |
| 2013年 | 日立物流                | 5区      | 区間9位  | 47分31秒      | 総合13位 |
| 2014年 | 日立物流                | 4区      | 区間13位 | 1時間05分28秒 | 総合18位 |
| 2015年 | 日立物流                | 1区      | 区間29位 | 36分18秒      | 総合19位 |
| 2016年 | 日立物流                | 出走なし | 出走なし | 出走なし      | 総合9位  |
| 2017年 | セキノ興産              | 4区      | 区間29位 | 1時間06分28秒 | 総合36位 |
| 2018年 | セキノ興産              | 5区      | 区間37位 | 52分49秒      | 総合37位 |
| 2019年 | セキノ興産              | 6区      | 区間33位 | 38分20秒      | 総合35位 |
| 2020年 | セキノ興産              | 出走なし | 出走なし | 出走なし      | 総合36位 |